# Rhadinella lachrymans
Rhadinella lachrymans — вид змій родини полозових (Colubridae). Мешкає в Мексиці і Гватемалі.

## Поширення і екологія
Rhadinella lachrymans мешкають на тихоокеанських схилах гірського хребта Сьєрра-Мадре-де-Чіапас на півдні мексиканського штату Чіапас та в Гватемалі. Вони живуть в сосново-дубових гірських лісах та у вологих гірських тропічних лісах. Зустрічаються на висоті від 1050 до 2637 м над рівнем моря. Живляться саламандрами, ящірками і дрібними жабами.